# شونا مک‌کالین
شونا مک‌کالین (انگلیسی: Shona McCallin؛ زادهٔ ۱۸ مهٔ ۱۹۹۲) بازیکن هاکی روی چمن اهل انگلستان است که در مسابقات کشوری و بین‌المللی در مجموع برندهٔ ۲ مدال طلا، ۱ مدال برنز شده‌است.